# Llista d'alcaldes dels Banys i Palaldà
La Llista d'alcaldes dels Banys i Palaldà recull els batlles de l'actual comuna vallespirenca dels Banys i Palaldà (Amélie-les-Bains-Palalda en francès), així com els dels tres pobles que es van agregar per formar-la: Els Banys i Palaldà, fusionats el 1942 en el nou municipi "Els Banys i Palaldà", i Montalbà dels Banys (Montalba-d'Amélie), que el 1962 fou integrat a aquest darrer.

## Alcaldes dels Banys (fins al 1942)
| Data inicial | Fi del mandat | Nom                      |
| 1800         | 1812          | Bonaventure Noguerer     |
| 1812         | 1815          | Emmanuel Gatumeau        |
| 1815         |               | Sourribes                |
| 1815         | 1816          | Joseph Piron             |
| 1816         | 1819          | Jacques Cruzet           |
| 1819         | 1826          | Abdon Sourribes          |
| 1826         | 1828          | Jacques Pellissier       |
| 1828         | 1831          | François Piron           |
| 1831         | 1833          | Pierre Tubert            |
| 1833         | 1838          | Pierre Hermabessière.    |
| 1838         | 1840          | Jean Malé                |
| 1840         | 1848          | Pierre Hermabessière     |
| 1848         |               | Cabassot                 |
| 1848         | 1852          | Antoine Dubois           |
| 1852         |               | Joseph Sourribes         |
| 1852         | 1863          | Pierre Hermabessière     |
| 1863         | 1870          | Joseph Vinyes            |
| 1870         | 14.2.1874     | Jean Forné               |
| 14.2.1874    | 16.2.1876     | Gaétan Viaris de Lesegno |
| 16.2.1876    | 12.8.1876     | Théodore Delmas          |
| 12.8.1876    | 14.5.1886     | Jean Forné               |
| 14.5.1886    | 20.5.1888     | Sylvestre Marty          |
| 20.5.1888    | 14.8.1913     | Paul Pujade              |
| 14.8.1913    | 10.12.1919    | Jacques Berdaguer        |
| 10.12.1919   | 24.8.1941     | Joseph Bouix             |
| 10.10.1941   | 1.10.1942     | François Mefler          |

## Alcaldes de Palaldà (fins al 1942)
| Data inicial | Fi del mandat | Nom                  |
| 1844         | 1847          | François Vilascèque  |
| 1847         | 1849          | Martin Bardetis      |
| 1849         | 16.4.1855     | Martin Pagès         |
| 16.5.1855    | 2.5.1857      | Martin Forga         |
| 2.5.1857     | 1870          | Jean Cambouliu       |
| 1870         | 2.1874        | François Alduy       |
| 2.1874       | 8.10.1876     | Jean Bartre          |
| 8.10.1876    | 30.9.1883     | Sauveur Dalmau       |
| 30.9.1883    | 21.5.1884     | Pierre Dejaule       |
| 21.5.1884    | 20.5.1888     | Joseph Cabanes       |
| 20.5.1888    | 26.11.1899    | Laurent Alduy        |
| 26.11.1899   | 15.5.1904     | Joseph Dagues (pare) |
| 15.05.1904   | 25.5.1914     | Joseph Dagues (fill) |
| 25.5.1914    | 10.12.1919    | Louis Villacèque     |
| 10.12.1919   | 22.12.1921    | François Dagues      |
| 22.12.1921   | 24.1.1922     | Jean Garrigue        |
| 29.1.1922    | 17.5.1925     | Joseph Pauly         |
| 17.5.1925    | 19.5.1929     | Antoine Forga        |
| 19.5.1929    | 19.5.1935     | Joseph Baux          |
| 19.5.1935    | 27.7.1941     | Michel Fons          |
| 21.8.1941    | 1.10.1942     | Marti                |

## Alcaldes de Montalbà (fins al 1962)
| Data inicial | Fi del mandat | Nom               |
| 1850         | 1851          | Joseph Sitja      |
| 1852         | 1870          | Jacques Cruzet    |
| 1870         | 1874          | François Delclos  |
| 1874         | 1881          | Jacques Cruzet    |
| 1881         | 1912          | Barthélémy Cruzet |
| 1912         | 1915          | Jacques Cruzet    |
| 1915         | 1919          | Barthélémy Cruzet |
| 1919         | 1962          | Jacques Cruzet    |

## Alcaldes dels Banys i Palaldà (a partir del 1942)
| Data inicial | Fi del mandat | Nom               |
| 1.10.1942    | 20.8.1944?    | François Mefler   |
| 20.8.1944    | 5.3.1945      | Gaudérique Parent |
| 19.3.1945    | 17.12.1950    | Georges Bosch     |
| 17.12.1950   | 23.1.1951     | Jean Trescases    |
| 25.2.1951    | 14.2.1952     | Gustave Pouzens   |
| 14.2.1952    | 19.3.1959     | Paul Alduy        |
| 19.3.1959    | 10.4.1959     | Jean Aspar        |
| 10.4.1959    | 18.3.2001     | Jacqueline Alduy  |
| 18.3.2001    |               | Alexandre Reynal  |